# Cubaanse zwarte buizerd
De Cubaanse zwarte buizerd (Buteogallus gundlachii) is een roofvogel uit de familie van de Accipitridae (havikachtigen). Deze vogel is genoemd naar de Duits-Cubaanse ornitholoog Juan Gundlach.

## Verspreiding en leefgebied
Deze soort is endemisch in Cuba.

## Status
De grootte van de populatie is in 2012 geschat op 1000-2500 volwassen vogels. Op de Rode lijst van de IUCN heeft deze soort de status gevoelig.